# Fumarato de sodio
El Fumarato de sodio es una sal sódica del ácido fumárico (E 297) de fórmula Na2C4H2O4. En la industria alimentaria se suele emplear como regulador de acidez en los alimentos procesado, en este caso se suele denominar con el código: E 365. Se suele emplear en los productos de confitería, en algunos de los ingredientes empleados en la panificación.

## Propiedades
Se suele comercializar en forma de polvo blanco estabilizado con aminoácidos. Posee propiedades muy higroscópicas y es soluble en agua. Se trata de un compuesto estable. El fumarato sódico y el ácido fumárico se emplea en algunas ocasiones por sus propiedades de ser ávido de electrones en el cultivo de ciertos microorganismos anaeróbicos.

## Usos
Se emplea en algunas ocasiones como un suplemento dietético que aporta sodio en lugar de sal que tiene ligeras propiedades de potenciador del sabor. Se emplea en la producción del vino durante el proceso de fermentación alcohólica. En la confitería, la panificación, polvo empleado en el horneado.